# Waldo David Frank
Waldo Frank (Long Branch, Nova Jersey, 25 d'agost del 1889 - White Plains, Nova York, 1967) va ser un prolífic novel·lista, historiador i crític literari i social nord-americà. Va nàixer al si d'una família jueva benestant de la costa est. Va escriure a les revistes The New Yorker i The New Republic durant els anys 20 i 30 del segle xx.
És més conegut tanmateix pels seus assajos sobre la realitat cultural i social d'Espanya (Virgin Spain, 1929) i del món hispanoamèricà amb el llibre Primer mensaje a la América Hispana (1930), resultat de conferències que va donar durant un «viatge iniciàtic» el 1929 i dedicat al seu «primer amic hispanoamericà», l'escriptor i assagista mexicà Alfonso Reyes (1889-1959). Volia assajar crear ponts entres les dues Amèriques, per no va trobar cap continuació. Segons Barrera Enderle, a la segona meitat del segle xx, entre l'avanç de l'imperialisme estatunidenc i la censura de la reflexió crítica al sud, Frank va quedar un antecessor que no va trobar cap successor, un esforç va però significatiu, encara mès en temps quan es volen construir murs per separar més que mai les dues Amèriques.
Frank va ser el president del Primer Congrés d'Escriptors Americans el 26 i 27 d'abril del 1935 i esdevingué el primer president de la Lliga d'Escriptors Americans.

## Obra
- The Unwelcome Man (1917)
- Our America (1919)
- The Dark Mother (1920)
- City Block (1922)
- Rehab (1922)
- Holiday (1923)
- Chalk Face (1924)
- Virgin Spain (1929)
- The Rediscovery of America (1929)
- Primer mensaje a la América Hispana (1930)
- South of Us (1931)
- Dawn in Russia: The Record of a Journey (1932)
- The Death and Birth of David Markand (1934)
- Birth of a World: Bolivar in Terms of his Peoples (1951)
- Bridgehead: The Drama of Israel (1957)
- Rediscovery of Man (1958)
- The Prophetic Island: A Portrait of Cuba (1961)
- Memoirs (pòstuma, 1973)